# Thomas Graf (Geistlicher)
Thomas Graf (* 21. Dezember 1787 in Oberweiling bei Velburg; † 8. Februar 1840 in Ingolstadt) war ein deutscher katholischer Geistlicher.

## Leben
Thomas Graf wurde als Sohn eines Kaufmanns geboren. 
Er erhielt Unterricht u. a. in lateinischer Sprache beim Pfarrer seines Geburtsortes Georg Prößl (1765–1836), der bereits früh sein Talent erkannte und ihn förderte. 1799 besuchte er das Gymnasium in Amberg und erhielt sieben Schulpreise; hierdurch fiel er dem Kurfürsten und späteren König Maximilian I. Joseph auf, der ihm 300 Gulden zukommen ließ und ein jährliches Stipendium schenkte. Im Anschluss an das Gymnasium besuchte er noch das Lyzeum in Amberg und absolvierte ein Theologiestudium an der Universität Landshut.
Am 3. Oktober 1808 empfing er die Priesterweihe und war anfangs Hilfspriester und später Pfarrprovisor. Er war Kooperator in der Diözese Eichstätt mit den Pfarreien Buxheim, Rettenbach, Pölling, Velburg und Deining.
1818 wurde er Professor der II. lateinischen Vorbereitungsschule am Wilhelmsgymnasium in München, allerdings zog er sich 1823 aus gesundheitlichen Gründen von seinem Lehramt zurück und erhielt dafür die Pfarrei in Sendling und ist dort auch der Distrikt-Schulinspektor geworden und hatte damit die Aufsicht über sämtliche Schulen des Kirchenkreises.
Er wurde vom Klerus seines Dekanates zum Kämmerer gewählt und Ostern 1834 auf die Stadtpfarrei St. Moritz in Ingolstadt befördert. Dort wurde ihm das Subrektorat der lateinischen Schulen übertragen.
1839 erblindete er am grauen Star.

### Vermächtnis
Er vermachte dem 1838 gegründeten Bischöflichen Knabenseminar in Eichstätt 2.000 Gulden und hinterließ ein Stiftungskapital für Arme, Schule und Kirche in seinem Geburtsort Oberweiling.